# Província d'Ignacio Warnes

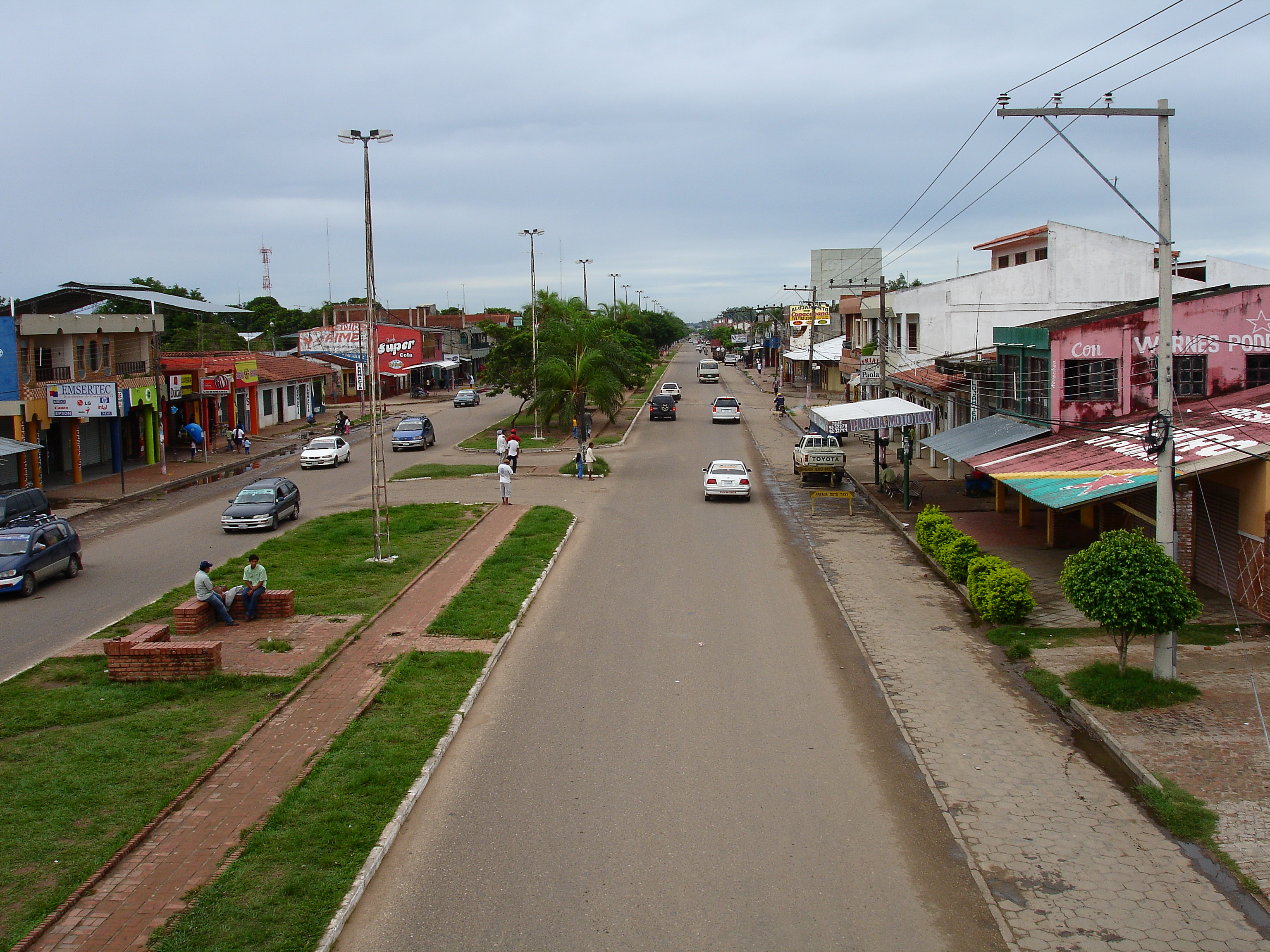
Carrer de Warnes, la capital.

La província d'Ignacio Warnes o província de Warnes és una de les 15 províncies del Departament de Santa Cruz a Bolívia. Està dividida administrativament en dos municipis: Warnes i Okinawa Uno.
La província va ser creada el 1919, durant la presidència de José Gutiérrez Guerra. Rep el nom del coronel argentí Ignacio Warnes, que va ser governador de la Republiqueta de Santa Cruz durant la guerra de la independència boliviana.